# Травемюнде
Травемюнде (нем. Travemünde) — район города Любека (Германия), в прошлом самостоятельный город.

## География
Травемюнде (или Любек-Травемюнде) является частью города Любек, входящего в федеральную землю Шлезвиг-Гольштейн, и лежит в устье реки Траве при её впадении в Любекский залив Балтийского моря. Травемюнде состоит из 5 городских округов. Расположен на расстоянии 20 километров от центра Любека, большая его часть расположена западнее реки Траве. Площадь Травемюнде составляет 41,3 км². Численность населения равна 13 902 человек (на 2004 год). Плотность населения — 337 чел./км². В отличие от самого Любека, численность населения в Травемюнде постоянно возрастает.
Первоначально Травемюнде развивался как поселение рыбаков и моряков. С 1802 года он — морской курорт, один из самых известных и старинных в Германии. Из Травемюнде осуществляется паромное сообщение по всему Балтийскому морю — в Швецию, Норвегию, Финляндию, Россию, страны Прибалтики.

## История

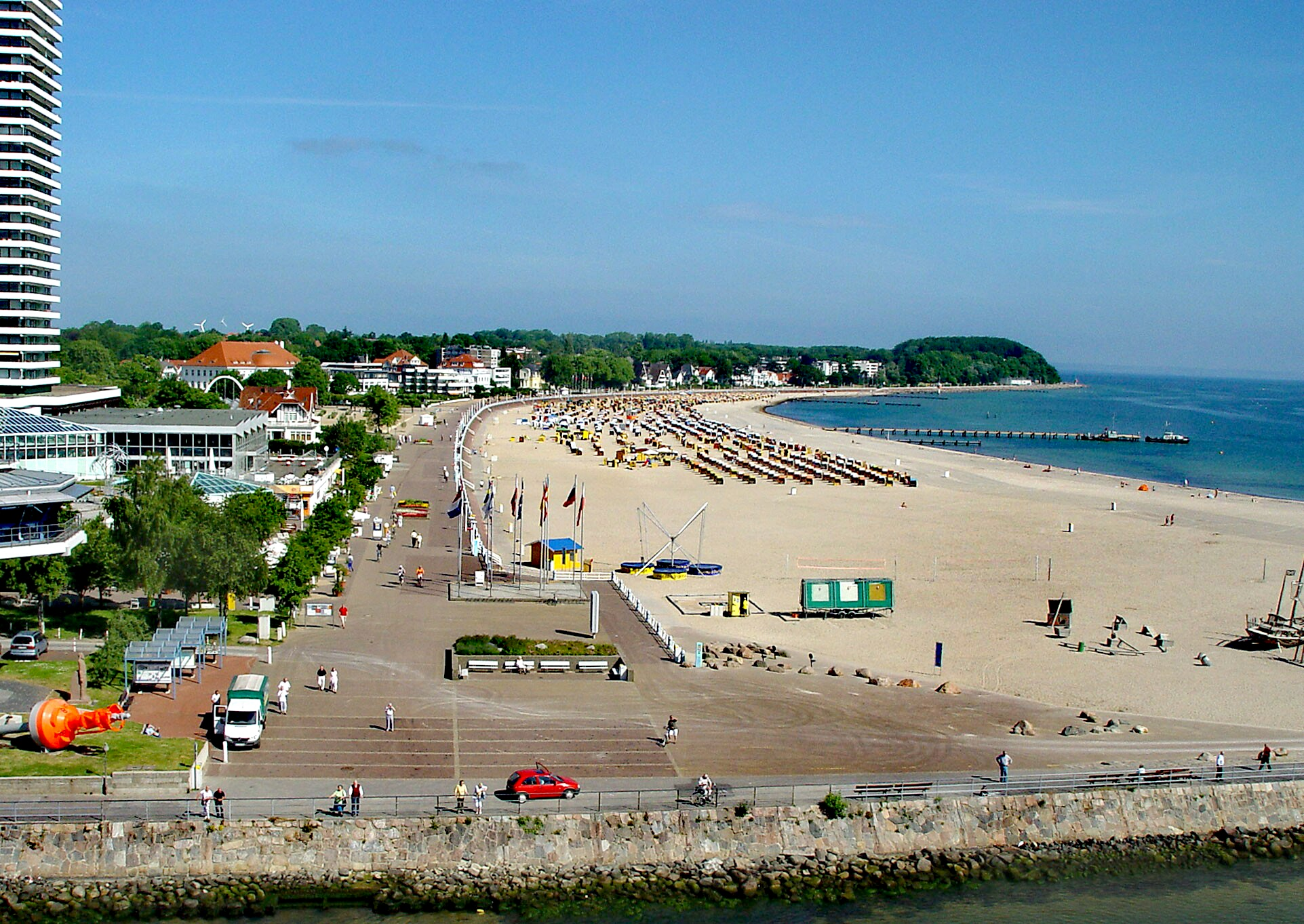
Променад с отелем и казино

Травемюнде был основан в 1187 году. В 1226 году Фридрих II (император Священной Римской империи) передал его под управление Любека, окончательно же Травемюнде перешёл под власть этого ганзейского города в 1329 году. Во время правления герцога Генриха Льва город был обнесён мощной крепостной стеной, срытой в лишь 1802 году. В 1872 году Травемюнде сильно пострадал от крупнейшего наводнения. В 1913 году он был административно введён в состав города Любека. В одном из городских округов Травемюнде, в Привалле, в годы Второй мировой войны находился испытательный полигон и крупная база дальней и морской авиации Германии.

## Знаменитости
В разные годы в Травемюнде жили писатель Томас Манн, художники Эдвард Мунк, Готхард Кюль, Ульрих Хюбнер, Эрих Думмер.
В Травемюнде, в 1829 году, во время своей первой поездки за границу, жил и лечился русский писатель Н. В. Гоголь (см. его письмо к матери от 13.08.1829).